# Pete Stark
Fortney Hillman "Pete" Stark, Jr. (Milwaukee, 11 de novembro de 1931 – 24 de janeiro de 2020) foi um político da Califórnia que ocupou o cargo de representante do 13º Distrito Congressional da Califórnia, de 1973 a 2013. Era membro do Partido Democrata. Foi o quinto representante com mais tempo de mandato, bem como o sexto membro mais antigo do Congresso. Seu distrito encontra-se no sudoeste do Condado de Alameda e inclui as cidades de Alameda, Union City, Hayward, Newark, San Leandro e Fremont, bem como partes de Oakland e Pleasanton.
Ele era ateu.
Stark morreu no dia 24 de janeiro de 2020, aos 88 anos.